# Cuerpo pitagórico
En álgebra, un cuerpo pitagórico es un cuerpo en el que cada suma de dos cuadrados es un cuadrado: equivalentemente tiene un número de Pitágoras igual a 1.  Una extensión pitagórica de un cuerpo {\displaystyle F} es una extensión de cuerpos obtenida al adjuntar un elemento {\displaystyle {\sqrt {1+\lambda ^{2}}}} para algunos {\displaystyle \lambda \in F}. Así que un cuerpo pitagórico es uno cerrado bajo extensiones pitagóricas ulteriores. Para cualquier cuerpo {\displaystyle F} hay un cuerpo pitagórico mínimo {\textstyle F^{\mathrm {py} }} que lo contiene, único salvo isomorfismo, llamado su clausura pitagórica. El cupero de Hilbert es el cuerpo ordenado pitagórico más pequeño posible que contiene a los números racionales.

## Propiedades
Cada cuerpo euclídeo (un cuerpo ordenado en el que todos los elementos no negativos son cuadrados) es un cuerpo pitagórico ordenado, pero el recíproco no siempre se cumple. Un cuerpo cuadráticamente cerrado es un cuerpo pitagórico, pero el recíproco no es cierto ({\displaystyle \mathbf {R} } es pitagórico); sin embargo, un cuerpo pitagórico no formalmente real es cuadráticamente cerrado.
El anillo de Witt de un cuerpo pitagórico es de orden dos, si el cuerpo no es formalmente real, y libre de torsión en caso contrario. Para un cuerpo {\displaystyle F} hay una sucesión exacta que involucre al anillos de Witt:

{\displaystyle 0\rightarrow \operatorname {Tor} IW(F)\rightarrow W(F)\rightarrow W(F^{\mathrm {py} })}

donde {\displaystyle IW(F)} es el ideal fundamental del anillo de Witt de {\displaystyle F} y {\displaystyle \operatorname {Tor} IW(F)} denota su subgrupo de torsión (que es solo el nilradical de {\displaystyle W(F)}).

### Condiciones equivalentes
Las siguientes condiciones en un cuerpo {\displaystyle K} son equivalentes a que {\displaystyle K} sea pitagórica:
- El  u-invariante {\displaystyle u(K)} es 0 o 1.[7]
- Si {\displaystyle ab} no es un cuadrado de {\displaystyle F} ({\displaystyle ab\neq x^{2}}, entonces hay un orden en {\displaystyle K} para el cual {\displaystyle a} y {\displaystyle b} tienen signos diferentes.[8]
- {\displaystyle K} es la intersección de sus clausuras euclídeas.[9]

## Modelos de geometría
Los cuerpos pitagóricos se pueden usar para construir modelos para algunos de los axiomas de Hilbert para la geometría (Iyanaga y Kawada, 1980, 163 C). La geometría de coordenadas dada por {\displaystyle F^{n}} para {\displaystyle F} un cuerpo pitagórico satisface muchos de los axiomas de Hilbert, como los axiomas de incidencia, los axiomas de congruencia y los axiomas de paralelismo. Sin embargo, en general, esta geometría no necesita satisfacer todos los axiomas de Hilbert a menos que el cuerpo {\displaystyle F} tenga propiedades adicionales: por ejemplo, si el cuerpo también está ordenado, entonces la geometría satisfará los axiomas de orden de Hilbert, y si el cuerpo también es completo, la geometría satisfará el axioma de completitud de Hilbert.
La clausura pitagórica de un cuerpo ordenado no arquimediano, como la clausura pitagórica del cuerpo de funciones racionales {\displaystyle \mathbf {Q} (x)} en una variable sobre los números racionales {\displaystyle \mathbf {Q} ,} puede usarse para construir geometrías no arquímedianas que satisfagan muchos de los axiomas de Hilbert pero no su axioma de completitud. Dehn usó tal cuerpo para construir dos planos de Dehn, ejemplos de geometría no-legendriana y geometría semi-euclidiana respectivamente, en la que hay muchas líneas a través de un punto que no interseca una línea dada pero donde la suma de los ángulos de un triángulo es al menos π.

## Teorema de Diller-Dress
Este teorema establece que si E/F es una extensión de cuerpos finita, y E es pitagórico, entonces también lo será F. Como consecuencia, ningún cuerpo de números algebraicos es pitagórico, ya que todos estos cuerpos son finitos sobre {\displaystyle \mathbb {Q} }, que no es pitagórico.

## Cuerpos superpitagóricos
Un cuerpo superpitagórico F es un cuerpo formalmente real con la propiedad de que si S es un subgrupo del índice 2 en F∗ y no contiene −1, entonces S define un orden en F.  Una definición equivalente es que F es un cuerpo formalmente real en el que el conjunto de cuadrados forma un abanico.  Un cuerpo superpitagórico es necesariamente pitagórico.
El análogo del teorema de Diller-Dress es el siguiente: si E/F es una extensión finita y E es superpitagórica, entonces también lo es F. En la dirección opuesta, si F es superpitagórico y E es un cuerpo formalmente real que contiene F y está contenido en el cierre cuadrático de F entonces E es superpitagórico.